# Chevrolet Corvair
La Chevrolet Corvair est une automobile du constructeur américain General Motors (GM) à moteur arrière six-cylindres à plat. Elle a été fabriquée en versions coupé, berline, fourgonnette, pick-up et break (station wagon) de 1960 à 1969.
Le nom « Corvair » est à l'origine un portemanteau de Corvette et Bel Air, un nom appliqué pour la première fois en 1954 à un concept basé sur une Corvette avec un toit rigide de style fastback, faisant partie de l' exposition itinérante Motorama. Lorsqu'elle est appliquée aux modèles de production, la partie « air » fait référence au système de refroidissement du moteur.
Les nombreuses déclinaisons de la Corvair furent lancées pour concurrencer la Volkswagen Coccinelle. Avec ses 4,37 m, elle fait partie de la classe des voitures « compactes » aux États-Unis comme la Ford Falcon et la Rambler. En France, on pourrait situer ses dimensions entre celles d'une Peugeot 406 (4,60 m) et d'une Renault Mégane (4,20 m). Cette taille « démesurée » (la Citroën 2 CV mesurait 3,80 m dans sa version la plus longue) fit que la Corvair rencontra un succès plutôt mitigé en Europe. En Amérique du Nord, sa technologie particulière et la mauvaise réputation qu'elle acquit au fil des ans fit qu'elle se plaça moins bien sur le marché que ses rivales Falcon, Valiant et Rambler pour ne nommer que celles-ci.
Ce modèle est devenu le cauchemar de General Motors lorsqu'une série de poursuites judiciaires fut intentée à la suite d'accidents graves causés entre autres par la piètre tenue de route du véhicule. En 1965, l'avocat Ralph Nader a écrit le livre Unsafe at any speed, lequel traite de l'insouciance des constructeurs automobiles américains envers l'amélioration de la sécurité de leurs voitures ; la légende veut que le livre fût inspiré par la mauvaise réputation de la Corvair.

## Histoire
En 1952, Ed Cole a été promu ingénieur en chef de la division Chevrolet Motors. Quatre ans plus tard, en juillet 1956, il est nommé directeur général de Chevrolet (la plus grande division automobile de GM) et devient vice-président de General Motors. Chez Chevrolet, Cole a fait pression pour bon nombre des avancées majeures en matière d'ingénierie et de conception introduites dans les lignes de voitures et de pick-up Chevrolet entre 1955 et 1962. Il était complètement impliqué dans le développement et la production de la Corvair à moteur arrière à refroidissement par air. La Corvair était une voiture révolutionnaire en son temps. En tant qu'ingénieur en chef, Cole a également été fortement impliqué dans le développement de la voiture de sport Corvette. Il est également connu comme le " père " du Chevrolet V8 petit bloc, l'un des moteurs les plus célèbres de l'histoire automobile américaine.
À la fin des années 1950, la taille physique des modèles d'entrée de gamme proposés par les trois grands constructeurs automobiles américains (General Motors, Ford et Chrysler) avait considérablement augmenté, abandonnant efficacement le marché des véhicules plus petits qui étaient disponibles dans le passé. Aux États-Unis, la Nash Rambler de 1950 a créé un segment de marché moderne, les « voitures compacte s»,,,. Les ventes croissantes d'importations en provenance d'Europe, telles que Volkswagen, Renault, Fiat et autres, ont montré qu'il existait une demande sur le marché américain pour les petites voitures, souvent comme deuxième voiture ou comme alternative pour les consommateurs soucieux de leur budget. Alors que les " Big Three " ont continué à introduire des voitures de plus en plus grandes dans les années 1950, la nouvelle American Motors Corporation (AMC) a concentré sa stratégie commerciale sur les voitures de plus petite taille et économes en carburant, des années avant qu'il n'en ait vraiment besoin. AMC, une entreprise bien plus petite que les "Big Three", s'est positionnée comme un " chasseur de dinosaures " (outsider) ; ses modèles compacts Rambler ont contribué à pousser AMC à la troisième place des ventes d'automobiles nationales,. American Motors a également réincarné le plus petit modèle de Nash, son prédécesseur, en tant que « nouveau » Rambler American de 1958 pour un deuxième modèle, un phénomène presque inconnu dans l'histoire de l'automobile. En 1959, Studebaker a suivi la formule d'AMC en redessinant sa berline économique, en l'appelant la Lark et en la présentant comme une compacte. Le succès de la Lark a contribué à donner un répit à Studebaker pendant plusieurs années avant que la société ne cesse la production automobile en 1966.
En 1959 et 1960, les constructeurs automobiles du Big Three prévoyaient de présenter leurs propres voitures " compactes ". Les conceptions de Ford et Chrysler étaient des versions réduites de la voiture américaine conventionnelle, utilisant des moteurs à quatre ou six cylindres au lieu de V8, et avec des carrosseries environ 20 % plus petites que leurs voitures standard.
Une exception à cette stratégie était la Chevrolet Corvair. Dirigée par le directeur général Cole, Chevrolet a conçu une nouvelle voiture qui s'écartait des normes de conception américaines traditionnelles. La voiture était propulsée par un moteur à six cylindres refroidis par air et opposés horizontalement, construit avec de nombreux composants principaux en aluminium. Le moteur était monté à l'arrière de la voiture, entraînant les roues arrière à travers une boîte-pont compacte. La suspension était indépendante aux quatre roues. Aucun châssis conventionnel n'a été utilisé, étant le premier monocoque construit par Fisher Body. Les pneus étaient une nouvelle conception plus large et à profil bas montés sur des roues plus larges. Le style n'était pas conventionnel pour Detroit : subtil et élégant, sans ailerons de queue ni calandre chromée. Son ingénierie a remporté de nombreux brevets, tandis que le magazine Time a mis Ed Cole et la Corvair sur la couverture, et Motor Trend a nommé la Corvair comme la "voiture de l'année" en 1960.

### Aperçu
Les Corvair se sont avérées un grand succès avec plus de 200 000 exemplaires vendus au cours de chacune de ses six premières années modèles. Chevrolet a affirmé que la conception du moteur arrière offrait des avantages d'emballage et d'économie, offrant à la voiture une silhouette inférieure, un plancher plat de l'habitacle, pas besoin de direction ou de freins assistés et des améliorations de la qualité de conduite, de la traction et de l'équilibre de freinage. La conception a également attiré des clients d'autres marques, principalement des importations. La Corvair s'est distingué, avec une ingénierie différente des autres offres américaines. Elle a utilisé la carrosserie en Z de GM, avec une conception et une ingénierie qui ont avancé la disposition du moteur arrière et des roues arrière, plus récemment ramenées sur le marché par des voitures telles que la Tatra 77, la Tucker Torpedo, la Fiat 500, la Porsche 356, la Volkswagen Coccinelle, Renault Dauphine, Subaru 360 et NSU Prinz - et employés par Hino Contessa, concurrente de courte durée.
La centrale de la Corvair était un six cylindres à plat en aluminium à soupapes en tête, refroidi par air, de 2,3 L (agrandi par la suite à 2,4 L puis à 2,7 L). Le premier moteur de la Corvair produisait 81 ch (60 kW). La puissance a atteint son apogée avec l'option de moteur Corsa turbocompressé de 1965-66 à 182 ch (134 kW). La suspension arrière à essieu oscillant du modèle de première génération, inventée et brevetée par l'ingénieur Edmund Rumpler en 1903, offrait une conduite confortable. La conception a été remplacée l'année modèle 1965 par une suspension arrière à bras oscillant entièrement indépendante similaire à la Corvette Sting Ray.
La Corvair a représenté plusieurs percées dans la conception de véhicules de série fabriqués à Detroit, avec 1 835 170 voitures produites de 1960 à 1969,.
La Corvair de 1960 et les designers William L. " Bill " Mitchell et le personnel du stylisme ont reçu un prix de l'Institut des Designers Industriels (IDI de NY).

### Première génération (1960-1964)
Les berlines Corvair séries 569 et 769 à quatre portes de 1960 ont été conçues comme des voitures économiques offrant peu de commodités pour maintenir le prix compétitif, la 500 (modèle standard) se vendant à moins de 2 000 $. Propulsée par le moteur Chevrolet Turbo-Air 6 de 81 ch (60 kW) et couplée à une boîte automatique Powerglide à trois vitesses manuelle ou à deux vitesses en option, la Corvair a été conçue pour avoir une accélération comparable à la Chevrolet Biscayne full-size six-cylindres. La conception unique de la Corvair comprenait la suspension indépendante « Quadri-Flex » et « Unipack Power Team » de moteur, transmission et essieu arrière combinés en une seule unité. Semblable aux conceptions de voitures européennes telles que Porsche, Volkswagen, Mercedes-Benz et autres, le " Quadri-Flex " utilisait des ressorts hélicoïdaux aux quatre roues avec des bras de suspension arrière indépendants incorporés à l'arrière. Des pneus à 4 plis de 6,5 × 13 pouces spécialement conçus et montés sur des roues de 5,5 × 13 pouces étaient des équipements standard. Les options disponibles comprenaient RPO 360, la transmission automatique à deux vitesses Powerglide (146 $), RPO 118, un radiateur à essence (74 $), RPO 119, une radio à tube AM (54 $), et en février 1960, le siège arrière rabattable (anciennement 32 $) était standard. Chevrolet a produit 47 683 modèles 569 et 139 208 berlines de luxe modèle 769 en 1960. En janvier 1960, des modèles de coupé à deux portes ont été introduits, appelés modèles 527 et 727. Malgré l'introduction fin janvier du coupé, ces voitures se sont bien vendues ; environ 14 628 coupés de base modèle 527 et 36 562 coupés de luxe modèle 727. Après le succès des concept-cars haut de gamme « M. et Mme Monza » au Salon de l'auto de Chicago 1960, la direction a approuvé la finition DeLuxe, proprement aménagée pour les sièges baquets de la série 900 Monza, en tant que coupé club à deux portes uniquement. La nouvelle Monza a commencé à arriver chez les concessionnaires Chevrolet en avril 1960 avec la vente de 11 926 coupés club Monza, faisant du coupé l'une des Corvair les plus populaires.
Le succès du modèle Monza a montré à la direction de Chevrolet que la Corvair était plus une voiture de spécialité qu'une concurrente de la Ford Falcon ou de la Chrysler Valiant de conception conventionnelle. La Corvair n'était pas aussi compétitive sur le segment économique. Chevrolet a commencé un programme de conception qui a abouti à une voiture compacte avec une disposition conventionnelle, la Chevy II, pour l'année modèle 1962.
Une option disponible sur la Corvair introduit en février 1960 était le RPO 649, un moteur plus puissant, le " Super Turbo Air ". Le Super Turbo Air a été évalué à 96 ch (71 kW) à 4 800 tr/min et 169 N m de couple à 2 800 tr/min en raison d'un arbre à cames révisé, de culasses révisées avec deux ressorts et d'un moteur inférieur silencieux de restriction avec une sortie de 2". Cette option était disponible dans tous les modèles de Corvair, sauf en 1960, le RPO 649 n'était pas disponible avec RPO 360, la transmission automatique Powerglide.
L'introduction annoncée en février d'une transmission à quatre vitesses entièrement synchronisées (RPO 651) a été reportée à l'année modèle 1961. Cela était dû à des problèmes de coulée avec le carter de transmission à trois vitesses en aluminium, ce qui a entraîné des bulletins de service technique aux concessionnaires pour les informer de la possibilité de défaillance différentielle due à des fuites externes à l'avant de l'arbre du contre-engrenage de la transmission. La révision de la transmission à quatre vitesses désignée pour l'introduction de 1961 comprenait un boîtier en fonte et une refonte de l'arbre de pignon différentiel pour interfacer avec un arbre de sortie de transmission plus long et un pilote concentrique pour le boîtier de transmission révisé. Ce sont parmi les nombreuses améliorations apportées par Chevrolet à la fin de l'année-modèle 1960.
La Corvair était la voiture de l'année du magazine Motor Trend pour 1960.
En 1961, Chevrolet a présenté la finition haut de gamme Monza aux berlines quatre portes et aux styles de carrosserie coupée club. Avec sa nouvelle transmission au plancher à quatre vitesses, ses sièges baquets en vinyle DeLuxe et ses garnitures haut de gamme, la Monza Club Coupe a gagné en ventes, car près de 110 000 exemplaires ont été produits ainsi que 33 745 berlines Monza à quatre portes. La Monza à quatre vitesses a attiré l'attention du marché plus jeune et a parfois été qualifiée de « Porsche du pauvre » dans divers magazines automobiles. La série Monza a contribué à environ la moitié des ventes de Corvair en 1961.
Un break, commercialisé sous le nom de Lakewood, a rejoint la gamme en 1961 avec son moteur situé sous le plancher de chargement et offrant un espace de chargement de 1,9 m3 ; 1,6 m3 dans l'habitacle principal et 283 dm3 supplémentaires dans le coffre avant. Le moteur de la Corvair a reçu sa première augmentation de taille à 2,4 L via une légère augmentation de l'alésage et a été évalué à 99 ch (73 kW). Le moteur de base était toujours évalué à 81 ch (60 kW) lorsqu'il était associé aux transmissions manuelles et 85 ch (63 kW) lorsqu'il était associé à la transmission automatique en option dans les modèles Monza. Pour augmenter la capacité des bagages dans le coffre avant, la roue de secours a été déplacée dans le compartiment moteur (dans les voitures sans climatisation) et un nouveau radiateur à " air direct " dirigé l'air chaud des cylindres et des têtes vers l'habitacle. Le chauffage à essence est resté disponible en option jusqu'en 1963. La climatisation d'usine a été proposée en tant qu'option d'introduction au milieu de 1961. Le condenseur reposait à plat sur le ventilateur horizontal du moteur. Une grande version de rotation inversée peinte en vert du compresseur de climatisation GM Frigidaire standard a été utilisée, et un boîtier d'évaporateur a été ajouté sous le tableau de bord avec des sorties intégrées entourant le boîtier de la radio. La climatisation n'était pas disponible sur les breaks, Greenbrier/Corvair 95 ou les modèles turbocompressés introduits plus tard, en raison de contraintes d'espace. Chevrolet a également présenté la gamme de fourgonnettes légères et de camionnettes Corvair 95, en utilisant la Corvair Powerpack avec commande avant, ou " cab over ", avec le conducteur assis sur les roues avant, comme dans la Volkswagen Type 2.
Le Greenbrier Sportswagon utilisait la même carrosserie que la camionnette " Corvan 95 " avec l'option de vitres latérales, mais était commercialisé comme break et était disponible avec des options de finition et de peinture similaires aux voitures particulières. Le modèle " Corvan 95 " a également été construit en versions pick-up ; le Loadside était un pick-up assez typique de l'époque, à l'exception du moteur arrière, des commandes avant et d'une fosse au milieu de la benne. Le Rampside, plus populaire, avait une grande rampe rabattable unique sur le côté de la benne pour faciliter le chargement des objets à roues.

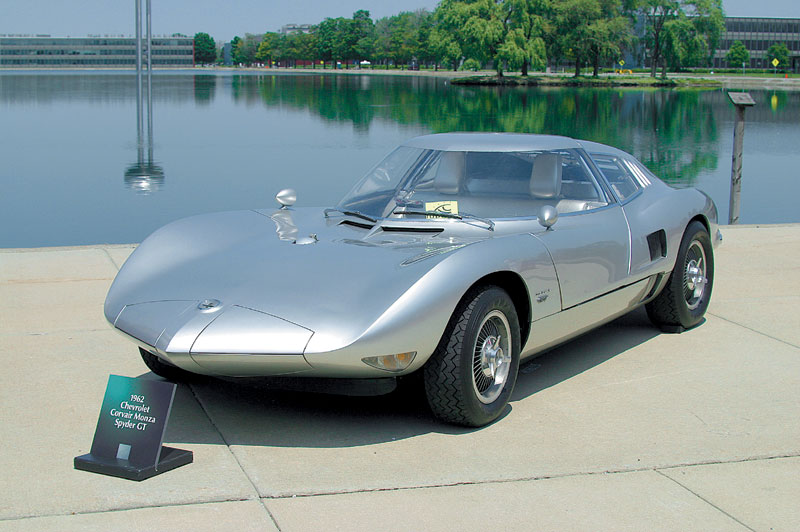
La Chevrolet Corvair Monza GT, concept car de 1962 basé sur le premier modèle de la série des Corvair.

En 1962, Chevrolet a présenté les Corvair avec quelques changements au début de l'année. Le break de la gamme 500 a été abandonné et le 700 est devenu le break de base. Le nom " Lakewood " a été supprimé. La ligne Monza toujours populaire a ensuite adopté un modèle break pour compléter le haut de la ligne. Au printemps 1962, Chevrolet s'est engagée dans l'image sportive qu'elle avait créée pour la Corvair en introduisant une version cabriolet, puis en proposant une option « Spyder » turbocompressée de 152 ch (112 kW) pour les coupés et cabriolets Monza, faisant de la Corvair la deuxième automobile de production fournie avec un turbocompresseur en option d'usine, l'Oldsmobile F-85 Turbo Jetfire ayant été lancé plus tôt en 1962. Les Corvair breaks ont alors été abandonnés au profit des nouveaux Corvair Convertible et Chevy II (construits dans la même usine d'assemblage). Le pick-up Loadside à vente lente a été interrompu à la fin de l'année modèle. Le reste de la gamme véhicules de contrôle avant, Corvair 95, a continué. L'équipement en option sur toutes les voitures de tourisme (à l'exception des breaks) comprenait des garnitures de frein métalliques et une suspension robuste composée d'une barre antiroulis avant, de sangles de limite d'essieu arrière, de ressorts révisés et d'amortisseurs recalibrés. Celles-ci ont fourni une amélioration de maniabilité majeure en réduisant le changement de courbe potentiellement violent des roues arrière lors des virages serrés à grande vitesse. Le groupe d'équipements Spyder à turbocompresseur comprenait un groupe d'instruments multigauge qui comprenait un tachymètre, la température de la culasse et des manomètres de pression d'admission, un script de garde-boue Spyder et des emblèmes de coffre avec logo Turbo, en plus du moteur haute performance.
Le Monza Coupe était le modèle le plus populaire avec 151 738 produits sur 292 531 voitures Corvair produites en 1962. John Fitch, a choisi la Corvair comme base pour les modèles " Sprint ". Ceux-ci comprenaient diverses améliorations de performances ainsi que des modifications d'apparence. Les composants individuels étaient disponibles pour les clients et plusieurs concessionnaires Chevrolet ont été autorisés à installer les conversions " Sprint ".
L'année modèle 1963 avait la disponibilité en option d'un long rapport de 3,08 pour une économie de carburant améliorée, mais la Corvair est restée en grande partie reportée avec des modifications mineures de finition et d'ingénierie. Les freins à réglage automatique étaient nouveaux pour 1963. De toutes les Corvair vendues en 1963, 80 % étaient des Monza. Le modèle convertible représentait plus de 20 % de toutes les Monza vendues.
Des modifications techniques importantes ont été introduites pour 1964, tandis que la gamme et le style du modèle sont restés relativement inchangés. La cylindrée du moteur est passée de 2,4 à 2,7 L par une augmentation de la course. La puissance de base du moteur est passée de 81 à 96 ch (60 à 71 kW) et le moteur haute performance est passé de 96 à 112 ch (71 à 82 kW). La puissance du moteur du Spyder est restée à 152 ch (112 kW) malgré l'augmentation de la cylindrée du moteur. En 1964, une amélioration de la suspension arrière de l'essieu oscillant de la voiture s'est produite avec l'ajout d'un ressort à lames transversal et de ressorts hélicoïdaux arrière plus doux conçus pour diminuer la rigidité du roulement arrière et favoriser une maniabilité plus neutre. Les taux de ressort pouvaient maintenant être plus doux aux deux extrémités de la voiture par rapport aux modèles précédents. La suspension renforcée n'était plus en option, bien que tous les modèles aient désormais une barre anti-roulis avant de série. Les freins ont été améliorés avec des tambours arrière à ailettes. Le pick-up restant, le Rampside, a été abandonné à la fin de l'année modèle.
Malgré un modèle de 1964 largement amélioré, les ventes de Corvair ont diminué de près de 73 000 unités cette année-là. Cela a été attribué à un certain nombre de facteurs, notamment le style de base âgé de 5 ans, l'absence d'un toit rigide sans pilier (que pratiquement tous les modèles compacts concurrents avaient), l'absence d'un moteur V8 et l'introduction de la Ford Mustang le 17 Avril, qui a battu tous les records de ventes d'un nouveau modèle (et a rongé les ventes de la Corvair)[réf. nécessaire].

### Deuxième génération (1965-1969)
La Corvair de deuxième génération est arrivée pour l'année-modèle 1965, connue pour son absence de montant «B» et d'une nouvelle suspension entièrement indépendante remplaçant la suspension arrière d'origine à essieu oscillant. La Corvair utilisait des ressorts hélicoïdaux à chaque roue.

David E. Davis Jr., du magazine Car and Driver, a montré son enthousiasme pour la Corvair de 1965 dans son numéro d'octobre 1964 :

« Et c'est ici aussi, que nous devons enregistrer et dire que la Corvair est à notre avis - la nouvelle voiture la plus importante de toute la gamme de modèles 65, et la plus belle voiture à apparaître dans ce pays depuis avant la Seconde Guerre mondiale.

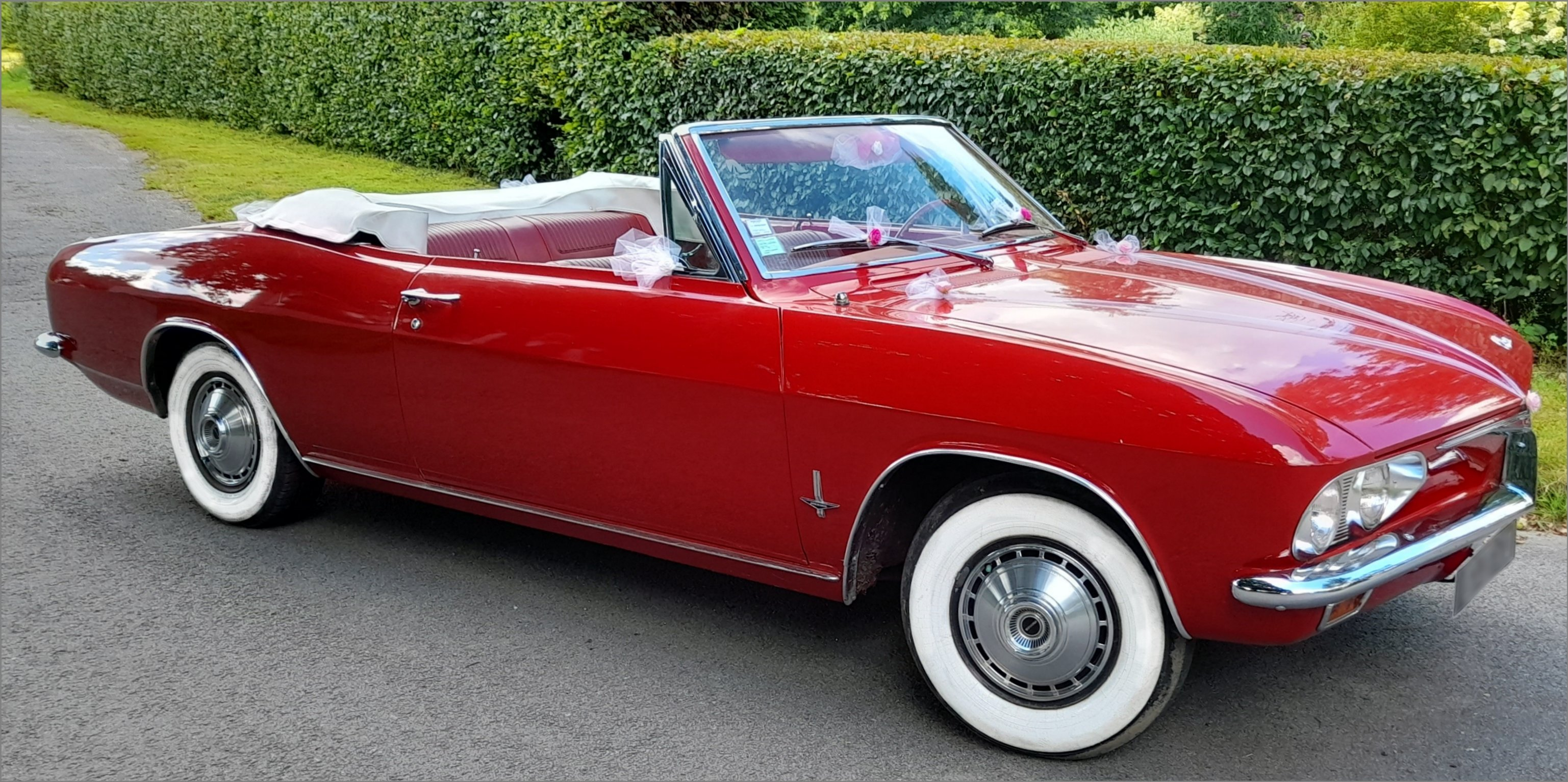
Corvair Monza Convertible 1965

Lorsque les photos de la Corvair '65 sont arrivées dans nos bureaux, l'homme qui a ouvert l'enveloppe a en fait laissé échapper un grand cri de joie et d'étonnement en voyant la voiture pour la première fois, et en trente secondes, tout le personnel chargeait, chacun voulant être le premier à la montrer à quelqu'un d'autre, chacun donnant des coups de pied aux autres pour crier ce cri de guerre caractéristique de la première fois.

Notre ardeur s'était un peu refroidie au moment où nous avons pu conduire les voitures, puis nous sommes redevenus fous. La nouvelle suspension arrière, les nouveaux ressorts plus doux à l'avant, les freins plus gros, l'ajout de plus de puissance, tous ces facteurs nous ont fait rouler comme des idiots - zoomer sur la boucle de manœuvre en se traînant les uns avec les autres, debout sur les freins - jusqu'à ce que nous devions à contrecœur remettre la voiture à un autre journaliste impatient ... La Corvair '65 est une voiture exceptionnelle. Ça ne va pas assez vite, mais on adore. »

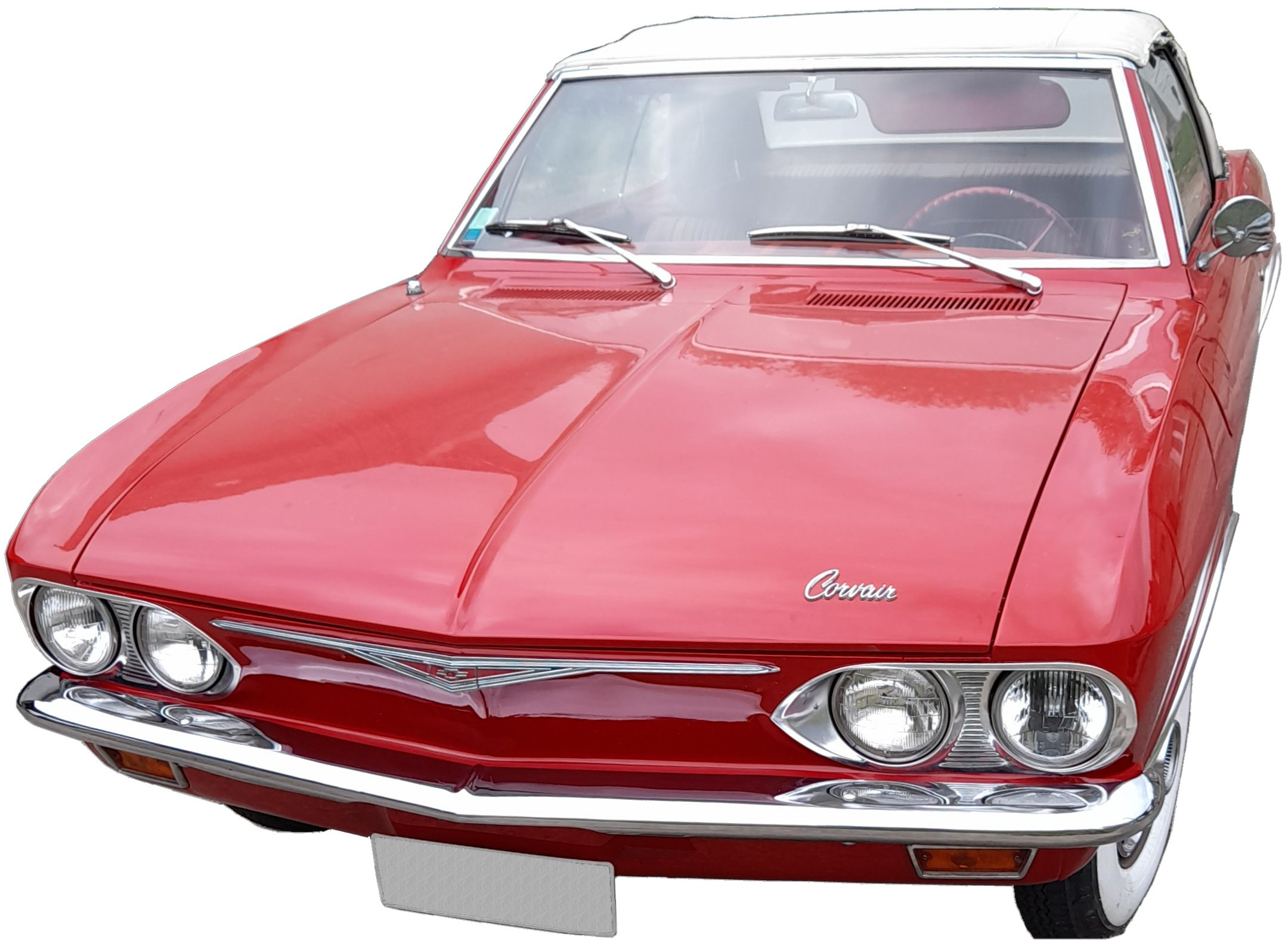
Corvair Convertible Deuxième génération 1965

Les moteurs standard de 96 ch (71 kW) et 112 ch (82 kW) en option ont été reportés de 1964. L'ancien moteur Spyder de 152 ch (112 kW) a été remplacé par le moteur atmosphérique de 142 ch (104 kW) de la nouvelle Corsa. Le moteur était inhabituel en offrant quatre carburateurs à simple gorge, auxquels ont été ajoutées des soupapes plus grandes et un système d'échappement double. Un moteur turbocompressé de 182 ch (134 kW) était en option sur la Corsa, qui offrait soit des transmissions manuelles standard à trois vitesses ou en option (92 $ US) à quatre vitesses. Le moteur de 142 ch (104 kW) était en option sur les modèles 500 et Monza avec transmissions manuelles ou Powerglide. Tous les moteurs ont obtenu certaines des pièces internes robustes du moteur turbocompressé pour une meilleure durabilité.
De nouveaux raffinements sont apparus sur la refonte de 1965. La Corsa était livrée en standard avec un tableau de bord comprenant un compteur de vitesse de 225 km/h avec compteur kilométrique réglable, un compte-tours à
6 000 tr/min, une sonde de température de culasse, une horloge analogique avec balayage de seconde main, un collecteur de pression/dépression et une jauge de carburant. Un système de chauffage bien meilleur, des freins plus gros empruntés à la Chevelle, une couronne de différentiel dentée plus forte, un alternateur Delcotron (remplaçant le générateur) et des améliorations importantes du châssis ont été apportées. À l'arrière, une nouvelle suspension arrière entièrement articulée a pratiquement éliminé le danger des essieux oscillants de la génération précédente et était basée sur la Corvette Sting Ray contemporaine (la Corvair utilisait des ressorts hélicoïdaux tandis que la Sting Ray utilise une lame transversale). La radio AM/FM stéréo, la climatisation toutes saisons au tableau de bord, la colonne de direction réglable télescopiquement et un ensemble de manutention d'équipement de châssis spécial (« Z17 »), comprenant une suspension de performance spéciale et un boîtier de direction à rapport rapide, étaient de nouvelles options importantes pour 1965. Les Monza et Corvair 500 Sport Sedan étaient les seules voitures compactes jamais disponibles aux États-Unis en tant que toit rigide sans pilier à quatre portes.
Le style break, fourgon à panneaux et la carrosserie pick-up avaient tous été abandonnés et 1965 était la dernière année pour le van à fenêtre Greenbrier, qui a été conservé principalement pour les commandes de la flotte, avec 1 528 en construction. En tout, 235 528 Corvair ont été construits en 1965, soit une augmentation de 30 000 unités par rapport à 1964. Chevrolet a remplacé les fourgonnettes basées sur la Corvair par le Chevrolet Sportvan/GMC Handi-Van, qui utilisait un essieu avant/moteur arrière traditionnel emprunté à la Chevy II.
La composition de 1966 est demeurée essentiellement inchangée par rapport à 1965. Un changement notable était une nouvelle transmission synchronisée à quatre vitesses utilisant le jeu d'engrenages Saginaw standard avec un premier rapport de 3,11:1 utilisé par d'autres véhicules GM à 6 cylindres. La colonne de direction a été changée en une conception en deux pièces avec joint universel, réduisant le risque d'intrusion lors d'une collision frontale (en fait un changement de fonctionnement au milieu de 1965). Un barrage d'air en plastique a été installé sous le panneau de valence avant pour cacher la suspension avant et le soubassement, et réduire la sensibilité au vent de travers. À l'avant, l'emblème « verrouillage de porte » (recouvrant la serrure du coffre) est passé du rouge au bleu et comporte une barre plus courte. À l'arrière, de nouvelles lentilles de feu arrière plus grandes ont été utilisées avec un mince anneau chromé autour du centre de la lumière. Les voitures climatisées ont reçu un nouveau condenseur qui a été monté devant le moteur, éliminant l'unité précédente montée au sommet du moteur, nécessitant son retrait pour la plupart des entretiens du moteur. Le script Corvair a été déplacé du haut du couvercle du coffre vers une position à côté de la lunette du phare côté conducteur. Les ventes ont commencé à décliner en raison du livre de Nader et de la nouvelle Mustang qui offrait des V8 jusqu'à 275 ch (202 kW) par rapport au groupe motopropulseur supérieur de 182 ch (134 kW) de la Corvair. Les rumeurs de la prochaine " Panther " - le nom de code de la prochaine Camaro, prévue comme un concurrent direct pour la Mustang - ont sapé encore plus les ventes. Il a été décidé d'arrêter la poursuite du développement de la Corvair. La production pour l'année modèle est tombée à 103 743. En 1967, la gamme Corvair a été ajustée aux 500 et Monza Hardtop Coupe et Hardtop Sedan et à la Monza Convertible. Cette année modèle était la première avec une colonne de direction pliable. Un maître-cylindre à double circuit avec témoin lumineux, des flexibles de frein renforcés en nylon, des charnières de porte en acier (au lieu de l'aluminium) plus solides, des boutons de tableau de bord " en champignon " et un rétroviseur jour/nuit à bords en vinyle étaient tous de série. Les sièges baquets des modèles Monza étaient désormais du même style « Astro » que ceux de la Camaro neuve pour 1967, avec un nouveau design à coque mince. Chevrolet a introduit une garantie de 80 000 km sur tous les modèles Chevrolet, y compris la Corvair. Chevrolet commercialisait toujours activement la Corvair en 1967, y compris des publicités imprimées en couleur et une campagne d'autocollants pour pare-chocs « J'aime ma Corvair » par les concessionnaires, mais la production et les ventes continuaient de chuter considérablement. Seulement 27 253 exemplaires ont été construits. Les anneaux chromés autour du centre des feux arrière ont été épaissis.
En 1968, le toit rigide à quatre portes a été abandonné, laissant trois modèles : les 500 et Monza Hardtop Coupe et la Monza Convertible. La climatisation a été supprimée des options, en raison des préoccupations concernant la charge thermique ajoutée par le réacteur à injection d'air désormais standard (" pompe à smog "), ce qui a probablement nui aux ventes, car l'air d'usine est devenu plus populaire dans les automobiles. Le système stéréo multiplex GM a également été abandonné lorsque de nouvelles unités ont changé d'adaptateurs de câblage ; le connecteur à 9 broches de la Corvair ne s'adapterait plus aux nouvelles unités. Des dispositifs de sécurité supplémentaires, y compris des feux de position latéraux et des ceintures d'épaule pour les modèles fermés, ont été installés conformément aux exigences du gouvernement fédéral. Le volant des 500 était le même que celui de la Nova de base, tandis que les Monza avait le même volant que la Camaro. Un volant de style Impala " Deluxe " était en option. Toute publicité a été pratiquement arrêtée et les ventes ont baissé à 15 400.
Les dernières Corvair de l'année modèle 1969 ont été assemblées avec la Nova à Willow Run, Michigan, la même installation où les Corvair avait été construite depuis le début. Au total, 6 000 Corvair ont été produites, dont seulement 521 étaient des cabriolets Monza. La Corvair était la seule voiture GM en 1969 à ne pas avoir de colonne de direction verrouillable. La demande des Nova était élevée et la décision a été prise en novembre 1968 de déplacer l'assemblage de la Corvair dans une zone spéciale hors ligne d'usine, surnommée la " salle Corvair ", ce qui a permis aux Corvair d'être produites entre cette date et le 14 mai 1969, d'être essentiellement fabriquée à la main par une équipe Corvair dédiée. Les carrosseries assemblées arrivaient de Fisher Body et attendaient d'être assemblées dans la zone hors ligne.

### Fin de production
Alors que la Corvair de 1965 a été reçue comme une voiture de conducteur de haute performance bien conçue, cette réussite a été éclipsée par le succès phénoménal de la Ford Mustang sur le marché. GM a vu les avantages de la route adoptée par Ford avec la Mustang, une carrosserie semi-coupé à quatre places sur un châssis compact standard (Falcon) avec un moteur V8 à petit bloc et quatre sur le plancher offert en option. La Corvair n'était pas bon marché à produire ; le développement et la commercialisation d'un modèle de style Mustang basé sur la plateforme Nova présentaient des avantages en termes de coûts. Contrairement à la Corvair, un modèle dérivé pourrait évoluer au sein des gammes standard de technologie de fabrication de GM. La publication en 1965 de Ces voitures qui tuent a entaché la réputation de la ligne Corvair, bien que les problèmes n'aient rien à voir avec le modèle actuel. Sous la concurrence de la Mustang et du succès publicitaire de Ces voitures qui tuent, les ventes de Corvair ont chuté de plus de la moitié en 1966. GM a vu les avantages de développer la Camaro, pas la Corvair.
Selon l'historien de GM Dave Newell, Chevrolet avait prévu de mettre fin à la production de la Corvair après l'année modèle 1966[réf. nécessaire]. Les modifications de développement et d'ingénierie ont été interrompues en 1966 sur les voitures de deuxième génération remodelées d'un an, avec des émissions principalement imposées par le gouvernement fédéral et des modifications de sécurité apportées par la suite. Un manque d'intérêt croissant de la part de la société, en particulier de la part du directeur général de Chevrolet, John DeLorean, et une absence totale de publicité pour la Corvair après 1967 reflètent les priorités de la société, notamment la promotion de trois modèles repensés pour 1968 : la Corvette, la Chevelle et la Chevy II Nova. La Corvair était appelée " le fantôme " par le magazine Car Life dans son essai routier de la Monza de 1968 et en 1969, la brochure de la Chevrolet Corvair de 1969 était " sur demande uniquement ". Au cours de sa dernière année de production, 6 000 voitures ont été produites.
Chevrolet avait proposé une Corvair de troisième génération (à partir de 1970), essentiellement une nouvelle peau du modèle de 1965-1969 ressemblant aux intermédiaires GM A Body de 1973, en particulier la Pontiac Grand Am de 1973, conservant les proportions de la Corvair. Après avoir dépassé le stade des modèles d'argile à grande échelle, Chevrolet a arrêté de développer le modèle au début de 1968[réf. nécessaire]. Contrairement au Turbo Hydramatic 400, la transmission Turbo Hydramatic 350, introduite dans la Camaro de 1968 et adoptée plus tard par la plupart des modèles Chevrolet, avait été configurée pour être utilisée dans la Corvair de troisième génération[réf. nécessaire].

## Problèmes de maniement
La Corvair de première génération comportait un moteur arrière + un essieu oscillant semblable à celui de la Renault Dauphine et de la Volkswagen Coccinelle - une conception qui élimine les joints universels aux roues et maintient les roues arrière perpendiculaires aux demi-arbres, plutôt qu'à la surface de la route. La conception peut permettre aux pneus arrière de subir de grands changements d'angle de courbe dans les virages serré en raison des forces latérales g provoquant un « rebond » et diminuant le contact de la bande de roulement avec la surface de la route, entraînant une perte d'adhérence des roues arrière et un survirage - une condition dynamique d'instabilité où un conducteur peut perdre le contrôle et déraper. Le problème est plus grave avec les combinaisons d'essieux oscillants-moteur arrière en raison de la plus grande masse d'inertie sur les roues arrière et du centre de gravité plus élevé pendant les conditions de courbe en rebond. Le poids élevé supplémentaire d'une carrosserie break accentue également la tendance. Le survirage est exacerbé par la décélération dans les virages en raison de l'augmentation de la force latérale g et de la charge allégée sur les pneus arrière (survirage et décollage). Le sous-virage est courant dans les voitures à moteur avant, en raison de plus de poids et de l'inertie sur les pneus avant. Les deux conditions sont dangereuses lorsqu'une voiture roule à ses limites de virage. Options de conception pour améliorer la manutention des essieux oscillants :
- Barre anti-roulis : Les ingénieurs l'avaient préconisée en tant qu'option de production, mais la direction a rejeté l'inclusion d'une barre anti-roulis avant sur la Corvair originale de 1960, ce qui aurait amélioré la maniabilité de la voiture - en transférant le poids vers le pneu extérieur avant, réduisant considérablement les angles de glissement arrière - évitant un survirage potentiel.
- Différentiel de pression des pneus : Comme pour la Renault Dauphine et la Volkswagen Coccinelle d'avant 1968, les ingénieurs de la Corvair se sont appuyés sur un différentiel de pression des pneus gratuit pour éliminer les caractéristiques de survirage - basse pression des pneus avant et arrière élevée - une stratégie qui a induit un sous-virage (augmentant les angles de glissement avant plus rapidement que l'arrière). Néanmoins, la stratégie offrait un inconvénient important : les propriétaires et les mécaniciens pouvaient réintroduire par inadvertance mais facilement des caractéristiques de survirage en gonflant les pneus avant (par exemple, à des pressions typiques pour d'autres voitures avec d'autres systèmes de suspension plus répandus). La faible pression recommandée des pneus avant a également compromis la capacité de charge des pneus.

Alors que la Corvair berline offrait une tenue de route compétente, " l'acheteur moyen plus habitué aux voitures à moteur avant, ne tenait pas compte [des] caractéristiques de conduite différentes de la voiture. ". Chevrolet a apporté une succession d'améliorations à la suspension de la Corvair de première génération. Pour l'année modèle 1962, la barre anti-roulis avant est devenue disponible en option. Pour l'année modèle 1964, la barre anti-roulis avant est devenue un équipement standard et la suspension arrière a été modifiée pour inclure un ressort à lames transversal à compensation de courbe s'étendant entre les roues arrière pour limiter le changement de courbe des roues arrière, et transportant une grande partie du poids arrière combiné avec des ressorts hélicoïdaux plus souples.
Pour l'année modèle 1965, la Corvair a reçu une suspension arrière entièrement indépendante ressemblant étroitement à celle de la Corvette contemporaine. La suspension redessinée a réduit le centre du roulis arrière à la moitié de sa hauteur précédente, en utilisant des demi-essieux entièrement articulés qui offraient une courbe constante sur les pneus arrière dans toutes les situations de conduite. Cela a éliminé les problèmes de manipulation des modèles de première génération.

### Retombées juridiques
Le militant pour la protection des consommateurs Ralph Nader a abordé les problèmes de manipulation de la Corvair de première génération (1960-1963) dans son livre de 1965, Ces voitures qui tuent. GM avait plus de 100 poursuites en cours en relation avec des accidents impliquant la Corvair, qui est devenu par la suite le matériau initial des enquêtes de Nader. Le livre a mis en évidence les accidents liés à la suspension de la Corvair et a identifié l'ingénieur en suspension de Chevrolet qui avait combattu la décision de la direction de supprimer, pour des raisons de coût, la barre antiroulis avant installée sur les modèles ultérieurs. Nader a déclaré lors des audiences ultérieures du Congrès, que la Corvair est "la principale candidate au titre de voiture la moins sûre". Par la suite, les ventes de Corvair sont passées de 220 000 en 1965 à 109 880 en 1966. En 1968, la production est tombée à 14 800. La réponse du public au livre a joué un rôle dans la loi nationale sur la circulation et la sécurité des véhicules automobiles en 1966.
Un rapport de 1972 de la commission de sécurité mené par la Texas A&M University a conclu que la Corvair de 1960-1963 ne possédait pas de plus grande perte de contrôle potentiel que ses concurrentes contemporaines dans des situations extrêmes. Le département américain des Transports (DOT) a publié un communiqué de presse en 1972 décrivant les résultats des tests de la NHTSA de l'année précédente. La NHTSA avait effectué une série de tests comparatifs en 1971 pour étudier la tenue de route de la Corvair de 1963 et de quatre voitures contemporaines - une Ford Falcon, une Plymouth Valiant, une Volkswagen Coccinelle et une Renault Dauphine - ainsi qu'une Corvair de deuxième génération (avec sa version entièrement repensée et ses suspensions arrière indépendantes). Le rapport de 143 pages a passé en revue les tests de maniabilité dans des conditions extrêmes de la NHTSA, les données nationales sur les accidents lors des essais ainsi que la documentation interne de General Motors concernant la maniabilité de la Corvair. La NHTSA a ensuite engagé un groupe consultatif indépendant d'ingénieurs pour examiner les tests. Ce comité d'examen a conclu que "la Corvair de 1960-1963 se compare favorablement aux véhicules contemporaines utilisées dans les essais [...] les performances de maniabilité et de stabilité de la Corvair de 1960-1963 ne se traduisent pas par une perte de contrôle ou de retournement potentiel anormal, et elle est au moins aussi bonne que les performances de certains véhicules contemporains étrangers et nationaux." L'ancien cadre de GM et ingénieur automobile John DeLorean a affirmé dans son livre On a Clear Day You Can See General Motors que les critiques de Nader étaient valides.
Le journaliste David E. Davis, dans un article publié en 2009 dans le magazine Automobile Magazine, a noté qu'en dépit de l'affirmation de Nader selon laquelle la suspension arrière à essieu oscillant était dangereuse, Porsche, Mercedes-Benz, Tatra et Volkswagen utilisaient tous des concepts d'essieu oscillant similaires à cette époque. (La manipulation d'autres voitures à essieu oscillant et à moteur arrière, en particulier les Volkswagen Type I et II. a également été critiquée.) Certains prétendent que faute d'un diplôme d'ingénieur automobile ou d'un permis de conduire au moment où il a écrit Ces voitures qui tuent, Nader est disqualifié en tant que critique de la sécurité automobile. En réponse au livre de Nader, le critique de Mechanix Illustrated, Tom McCahill, a tenté de faire basculer une Corvair de 1963, à un moment donné en glissant latéralement sur un trottoir de rue, mais n'a pas pu retourner le véhicule.

## Accueil
Time a présenté Ed Cole et la Corvair 1960 sur sa couverture pour l'introduction de la Corvair en 1959 et a déclaré : " sa nouvelle ingénierie est saluée comme le précurseur d'une nouvelle ère d'innovation à Détroit ". Time a rapporté en 1960 : Chevrolet a vendu 26 000 Corvair sur ses deux premiers jours sur le marché, ce qui correspond à 35 % de part de marché sur les 75 000 Chevrolet produites en deux jours. Chevrolet avait l'intention de vendre une Corvair pour cinq Chevrolet. En mars 1960, la Corvair représentait 13 % des ventes de Chevrolet. Peu de temps après son introduction, la Corvair a dû faire face à la concurrence de la Ford Falcon et de la Mercury Comet et a été en proie à des problèmes - bien que, selon un rapport de 1960, " beaucoup étaient des bugs mineurs qui s'affligent souvent une voiture complètement nouvelle ". Les problèmes comprenaient une courroie de ventilateur de refroidissement du moteur qui avait tendance à se détacher de ses poulies à 2 axes (à moins que le ventilateur ne tourne constamment, le moteur refroidi par air surchaufferait et se bloquerait), le givrage du carburateur et une faible consommation de carburant " qui tourne parfois bien en dessous de 8,5 L/100 km ". Le chauffage à essence du modèle de 1960 a été cité comme un problème, qui lui-même pouvait consommer jusqu'à un litre de gaz par heure - avec les ingénieurs de Chevrolet modifiant rapidement les carburateurs de la Corvair pour améliorer l'économie.
Motor Trend a décerné à la Corvair son prix de « Voiture de l'année » pour 1960.

## Greenbrier Sportswagon
En plus de ses autres styles de carrosserie, Chevrolet a également commercialisé la Corvair dans les styles de carrosserie fourgonnette et camionnette, dans des configurations à chargement arrière ou à chargement latéral, nommé le Corvair Greenbrier.

### Les voitures de Winfield : Reactor & Piranha

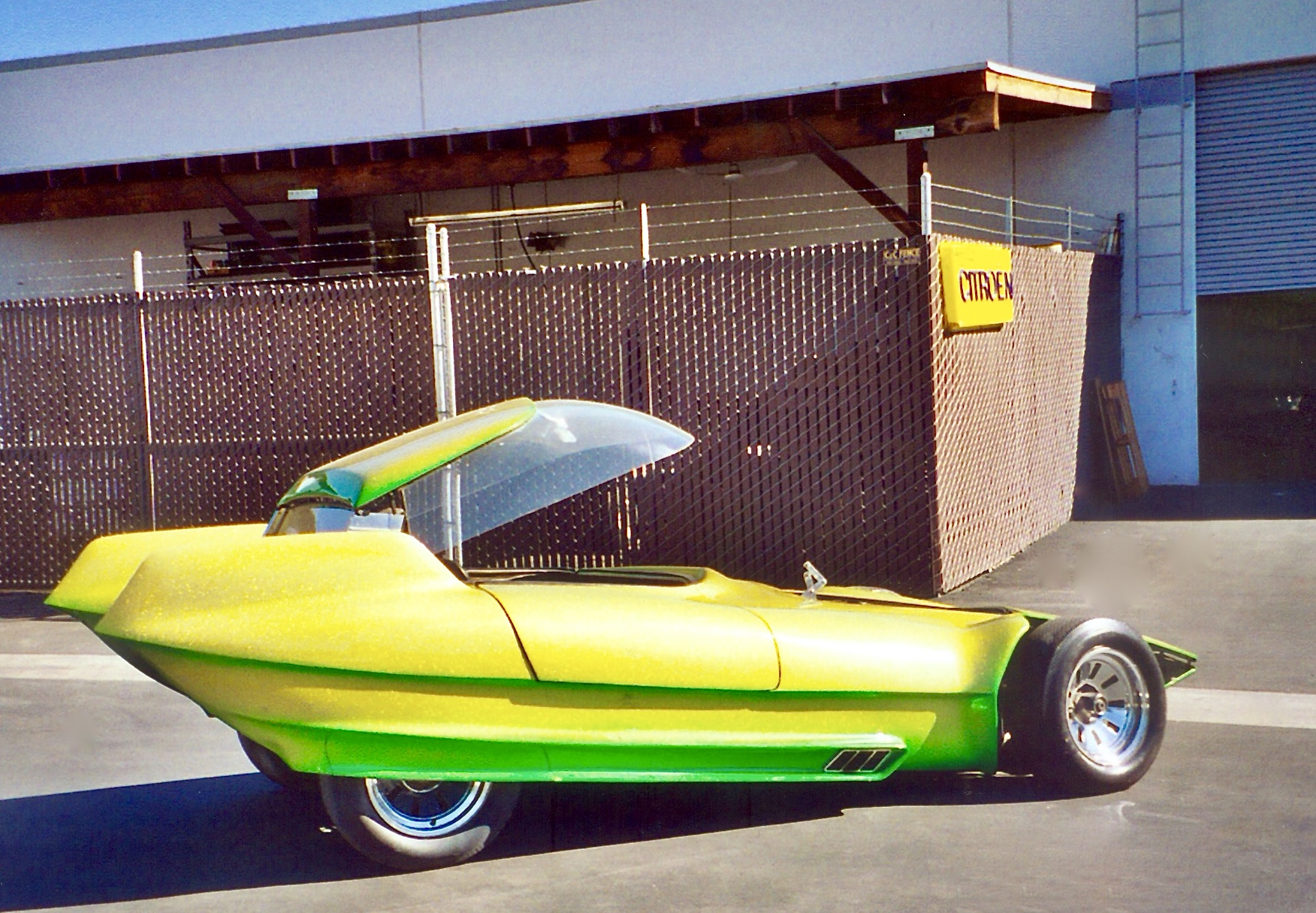
La Reactor de Gene Winfield